# Apistogramma trifasciata
Apistogramma trifasciata (Eigenmann & Kennedy, 1903) è un pesce di acqua dolce appartenente alla famiglia Cichlidae.

## Distribuzione e habitat
Proviene dai bacini dei fiumi Paraná e Guaporé, in America meridionale.

## Descrizione
Presenta un corpo allungato e lievemente compresso lateralmente; la lunghezza massima registrata è di 4,6 cm. Il dimorfismo sessuale è piuttosto evidente: i maschi hanno le pinne più lunghe e una colorazione più accesa. In entrambi i sessi il corpo è attraversato da una linea nera orizzontale che passa anche per l'occhio, ed il colore di base è giallo. Il maschio presenta sfumature azzurre sul corpo e sulle pinne.
Si distingue dal simile Apistogramma erythrura grazie alla sottile linea scura che scende verso il ventre partendo dalle pinne pettorali.

## Biologia

### Comportamento
Forma gruppi di più femmine (spesso tre) e un solo maschio, che difende il territorio.

### Alimentazione
Si nutre di invertebrati bentonici.

### Riproduzione
Le uova, fino a 100, vengono deposte in anfratti e difese sia dai maschi che dalle femmine, che continuano a prendersi cura anche degli avannotti.

## Acquariofilia
Questo pesce può stare negli acquari di comunità, ma non andrebbe mai tenuto con altri Apistogramma perché diventerebbe aggressivo. Può riprodursi in acquario.